# レビン (パチスロライター)
レビン（1979年10月30日 ‐ ）は日本の男性パチスロライター。所属は「パチマガスロマガ」。

## 人物
1990年に創刊された雑誌『パチスロ攻略マガジン』の機種攻略を担当する「スロマガ攻略軍団」の軍団長という肩書を持つ実力派ライター。気に入った機種はとことん打ち込んで、「北斗シリーズ」と「番長シリーズ」に関しては誰よりも詳しいと自負する。YouTube動画チャンネル「パチマガスロマガちゃんねる」を軸に、テレビ埼玉の「王庭伝説」、サイトセブン（CS放送)、パチンコ パチスロTV！（CS放送)などでも活躍する。また、体を鍛えることが好きで「筋肉番長」の異名も持ち、日々ジム通いを続けている。
結婚するまで実家住まいという事もあり、家事全般は全く出来ずお湯を沸かす事も出来ない。お湯はポットに入っているものと思っている。